# 静岡県立静岡聴覚特別支援学校
静岡県立静岡聴覚特別支援学校（しずおかけんりつ しずおかちょうかくとくべつしえんがっこう）は、静岡県静岡市駿河区中村町にある県立聴覚障害特別支援学校。

## 所在地
- 静岡県静岡市駿河区中村町251

## 設置学部
- 地域支援部
- 幼稚部
- 小学部
- 中学部

## 歴史
- 1917年（大正6年）6月25日 - 安倍郡安東村北安東に静岡盲唖学校を創立
- 1919年（大正8年）7月13日 - 財団法人静岡盲唖学校の設立が認可される
- 1924年（大正13年）4月1日 - 静岡市二番町36番地に静岡盲学校、北番町23番地に静岡聾唖学校の設置が認可される
- 1933年（昭和8年）4月1日 - 盲学校と聾唖学校を合併。静岡盲唖学校となり静岡県に移管される
- 1934年（昭和9年）4月1日 - 再び分離して静岡県立静岡聾唖学校となる
- 1937年（昭和12年）11月6日 - 現在地に移転
- 1948年（昭和23年）11月6日 - 静岡県立静岡聾学校に校名を変更する
- 2008年（平成20年）4月1日 - 静岡県立静岡聴覚特別支援学校に校名を変更する

## その他
- 寄宿舎を静岡県立静岡視覚特別支援学校と共同で運用している[要出典]。
- 聾学校の校名改称には、県内の聴覚障害者団体から反対運動があった[1]。